# Batalion „Golski”

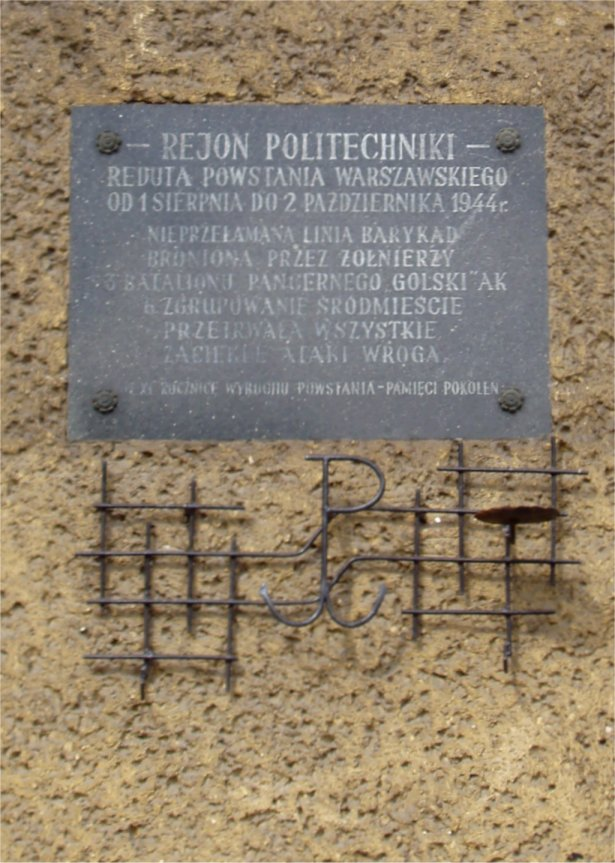
Tablica upamiętniająca redutę bronioną przez Batalion Golski w rejonie Politechniki

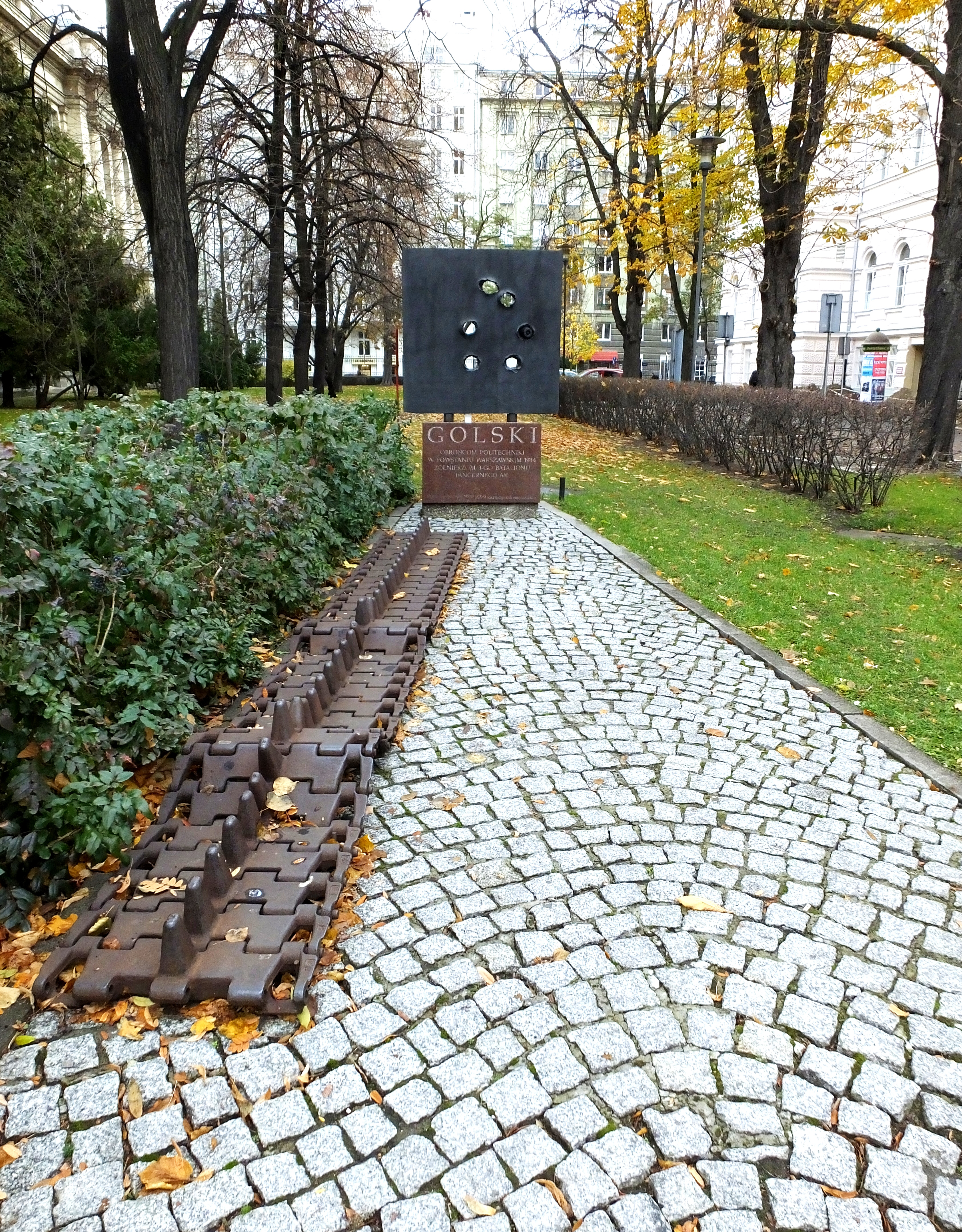
Pomnik batalionu na terenie Politechniki Warszawskiej

3 Batalion Pancerny AK (występował jako Batalion „Golski”) – oddział broni pancernej Armii Krajowej, działający w konspiracji na terenach okupacji niemieckiej w Polsce oraz walczący w powstaniu warszawskim. Przed powstaniem stanowił VI Zgrupowanie Rejonu 3 Obwodu Śródmieście. W trakcie powstania walczył w ramach „Podobwodu Śródmieście Południowe”.

## Okres konspiracji
Powstanie oddziału datuje się na przełom 1939/1940. Podstawą była kadra oficerska i podoficerska oraz żołnierze rezerwy broni pancernej przedwojennego 3 Batalionu Pancernego stacjonującego w Warszawie. Organizatorami byli kpt. Stanisław Łętowski ps. „Mechanik” i kpt. Stefan Golędzinowski ps. „Golski”. Do struktury organizacyjnej Armii Krajowej oddział wszedł jako VI zgrupowanie III rejonu I obwodu Śródmieście Warszawskiego Okręgu AK.
Batalion organizował oddziały liniowe i służby przyszłej broni pancernej, szkolił kierowców i mechaników, gromadził i magazynował broń i sprzęt bojowy oraz brał udział w akcjach dywersji bojowej. W skład batalionu wchodziło 15 plutonów o numerach od 149 do 161 oraz 1100 i 1101.
Na wypadek wybuchu powstania zgrupowanie „Golski” miało opanować rejon Politechniki Warszawskiej i Kolonii Staszica pomiędzy ulicami: Marszałkowską, placem Zbawiciela, Mokotowską, Polną, Suchą, Wawelską, Raszyńską, Koszykową i Wilczą. Ważniejszymi obiektami bronionymi przez Niemców były: Ministerstwo Komunikacji przy ul. Chałubińskiego, budynki Politechniki, szpitale ul. Śniadeckich 17 oraz ul. 6 Sierpnia i gmach Województwa przy ul. Suchej.

## Szlak bojowy
Na godzinę „W” zmobilizowano ok. 85% żołnierzy. Uzbrojenia starczyło zaledwie dla jednej trzeciej stanu. 1 kompania czołgów w składzie 47 żołnierzy dysponowała 1 pistoletem maszynowym, 5 pistoletami, 20 granatami i butelkami zapalającymi.
W pierwszym uderzeniu udało się zrealizować postawione zadania. Opanowano ulice: Mokotowską – od placu Zbawiciela, Polną, budynki Politechniki, Emilii Plater, Lwowską, Śniadeckich i Noakowskiego. Zdobyty rejon umocniono barykadami zbudowanymi w nocy z 1 na 2 sierpnia.
Nie zdobyto szpitala na ul. 6 Sierpnia, budynku Ministerstwa Komunikacji i Kolonii Staszica.
Od 2 sierpnia Niemcy prowadzili zmasowany ogień od strony Pola Mokotowskiego i szpitala na ul. 6 Sierpnia w kierunku barykad na Polnej, 6 Sierpnia, Śniadeckich, Lwowskiej oraz na teren Politechniki.
5 i 6 sierpnia oraz 13 i 14 sierpnia nieprzyjaciel atakował, bez powodzenia, budynki Politechniki. 15 sierpnia Niemcom udało się wedrzeć pomiędzy stanowiska powstańcze. 17 sierpnia odparto dwukrotny atak z kierunku Pola Mokotowskiego. Zabudowania Politechniki stały się środkiem odcinka wrzynającego się w oddziały nieprzyjaciela. 19 sierpnia, po zaciętych walkach, Politechnika została zdobyta przez Niemców.
22 sierpnia oddział bojowy batalionu „Golski” wziął udział w udanym ataku na stację telefonów przy ul. Piusa XI (obecnie Pięknej), tzw. Małej PAST-y, który został przeprowadzony przez oddziały batalionu „Ruczaj” dowodzone przez kpt. Franciszka Malika ps. „Piorun”.
9 i 10 września Niemcy podejmowali nieudane próby ataku na barykady na placu Zbawiciela bronione przez kompanię pod dowództwem por. Zdzisława Zakrzewskiego ps. „Zieliński”.
Walki pozycyjne trwały do kapitulacji powstania. Batalion utrzymał bronione pozycje. 5 października batalion pancerny „Golski”, jako 1 batalion 72 Pułku Piechoty AK wymaszerował do niewoli przez barykadę na ul. Śniadeckich. Razem z nim wyszła część oficerów Komendy Głównej AK m.in. gen. Tadeusz Komorowski „Bór”.

## Ordre de bataille
1 sierpnia VI Zgrupowanie, tworzące 3 batalion pancerny AK przedstawiało się następująco:
Dowództwo
- dowódca – kpt. broni panc. rez. Stefan Golędzinowski „Golski”;
- zastępca – rtm. rez. kaw. Edmund Hera „Pawłowski”;
- adiutant – kpr. pchor. Mieczysław Adamski „Pilitowski”;
- oficer informacyjny – strz. z cenz. Janusz Wakar „Jurgis”;
- kwatermistrz – ppor. int. rez. Wacław Kossowicz „Karwacki”[1];
- oficer gospodarczy – sierż. Władysław Bogusławski „Łajdus”;
- oficer broni – kpr. pchor. Stanisław Sasin „Niewęgłowski”;
- lekarz – ppor. rez. lek. Longin Dolny „Daniel”;
- Wojskowa Służba Kobiet – Barbara Chrzanowska-Kasprowicz „Dorota Nowina”;
- Kompania techniczno – warsztatowa – dowódca ppor. sł. st. br. panc. Tadeusz Kaniewski „Kuba”;
  - Pluton – dowódca ppor. rez. br. panc. Wiesław Jedliński „Jampolski”;
- Samodzielny 149 pluton łączności – dowódca kpr. pchor. Eligiusz Bruliński „Zarzycki”;
- Kompania zabezpieczenia rezerw – dowódca por. piech. rez. Wacław Kossowicz „Karwacki”.

Oddziały
- Obiekt I – Kraftfahrpark, Oczki – dowódca por. rez. kaw. Tadeusz Gebethner „Gustaw”;
  - 1 Kompania czołgów – dowódca ppor. rez. br. panc. Zygmunt Czarnecki „Zamoyski”; Szef – sierż. Władysław Tymiński „Strzała”;
    - Pluton 151 – dowódca sierż. Stefan Mikołajczyk „Biały”;
    - Pluton 154 – dowódca NN;
    - Pluton 157 – dowódca ppor. Jan Nodzyński „Łuk”;

  - 2 Kompania czołgów – dowódca ppor. sł. st. br. panc. Stanisław Czarnecki „Stanisławowski”; szef – sierż. Edward Wcisło „Lewicki”;
    - Pluton 152 – dowódca ppor. rez. Franciszek Doleżal „Franciszkowski”;
    - Pluton 155 – dowódca ppor. piech. Józef Zimniak „Jóźwiak”;
    - Pluton 158 – dowódca ppor. rez. Tadeusz Popielarski „Łukasiewicz”;

  - 3 Kompania czołgów – dowódca por. sł. st. art. Zdzisław Zakrzewski „Zieliński”; szef – kpr. pchor. Stefan Szeffel „Szymański”;
    - Pluton 153 – dowódca ppor. rez. br. panc. Robert Łabuński „Ejsmont”;
    - Pluton 156 – dowódca ppor. br. panc. Szczepan Kamiński „Łuna”;
    - Pluton 159 – dowódca ppor. rez. br. panc. Władysław Peszkowski „Jastrzębski II;

- Obiekt II
  - 4 Kompania piechoty – dowódca ppor. rez. piech. Jan Izydor Zborowski „Jastrzębski”;
    - Pluton 120 – dowódca ppor. sł. st. bI. panc. Roman Łukomski „Bob II”;
    - Pluton 160 – dowódca ppor. piech. Jerzy Koprowski „Halama”;
    - Pluton 161 – dowódca ppor. Bohdan Karpiński „Korab”;

  - 5 Kompania piechoty – dowódca ppor. rez. kaw. Jerzy Roch Piętowski „Pług”; Szef – sierż. Józef Budindorf-Budziński „Podkowa”;
    - Pluton 150 – dowódca sierż. pchor. Henryk Rusinowski „Huragan”;
    - Pluton 1100 – dowódca ppor. rez. piech. Bolesław Niewiarowski „Lek”;
    - Pluton 1101 – dowódca NN.